# Anagelasta rondoni
Anagelasta rondoni là một loài bọ cánh cứng trong họ Cerambycidae.